# القاس‌آباد
القاس‌آباد ، روستایی از توابع بخش مرکزی شهرستان سلسله در استان لرستان ایران است.

## جمعیت
این روستا در دهستان قلعه مظفری قرار دارد و براساس سرشماری مرکز آمار ایران در سال ۱۳۸۵، جمعیت آن ۲۵۲ نفر (۵۰خانوار) بوده‌است.